# Makabryła
Makabryła – antynagroda architektoniczna przyznawana przez portal bryla.pl, należący do koncernu Agora, budynkom, pomnikom lub innym budowlom, które nie pasują do otoczenia, są nieproporcjonalne lub niefunkcjonalne. Przyznawana była równolegle z nagrodą „Bryła Roku”.
Plebiscyt organizowany był w latach 2008–2018 i dotyczył budynków z lat 2007–2017. O wynikach decydowały głosy internautów. 

## Laureaci
| Rok  | Laureat                                      | Projekt | Projekt                                                            | Miejscowość         | Źródło |
| ---- | -------------------------------------------- | ------- | ------------------------------------------------------------------ | ------------------- | ------ |
| 2007 | APA Format                                   |         | Wieża widokowa przy moście Staromiejskim                           | Gorzów Wielkopolski | [ 1 ]  |
| 2008 | Czesław Bielecki z zespołem                  |         | Siedziba TVP                                                       | Warszawa            | [ 3 ]  |
| 2009 | Oleksy & Polaczek                            |         | Kompleks budynków mieszkalnych na Zakrzówku                        | Kraków              | [ 4 ]  |
| 2010 | Mirosław Patecki                             |         | Figura Jezusa Chrystusa Króla Wszechświata                         | Świebodzin          | [ 5 ]  |
| 2011 | b.d.                                         |         | Nadbudowa secesyjnej kamienicy przy ul. Żwirki                     | Mława               | [ 6 ]  |
| 2012 | ROSA-BUD                                     |         | Dach strefy VIP z blachy falistej na Stadionie im. Braci Czachorów | Radom               | [ 7 ]  |
| 2013 | Bose International Planning and Architecture |         | Galeria handlowa Poznań City Center z dworcem Poznań Główny        | Poznań              | [ 8 ]  |
| 2014 | b.d.                                         |         | Wycinka parku przy Domusie w celu budowy supermarketu Kaufland     | Rybnik              | [ 9 ]  |
| 2015 | Tremend                                      |         | Centrum handlowe Liwa                                              | Kwidzyn             | [ 10 ] |
| 2016 | Wojciech Szymborski, Lech Szymborski         |         | Świątynia Opatrzności Bożej                                        | Warszawa            | [ 11 ] |
| 2017 | Pracowni Architektoniczna ARQ                |         | Przebudowa willi Monte                                             | Zakopane            | [ 2 ]  |